# The Reward (film 1915 Rankin Drew)
The Reward è un cortometraggio muto del 1915 diretto da S. Rankin Drew.

## Produzione
Il film fu prodotto dalla Vitagraph Company of America.

## Distribuzione
Distribuito dalla General Film Company, il film - un cortometraggio in una bobina - uscì nelle sale cinematografiche statunitensi il 4 aprile 1915.